# Chlorophorus quinquefasciatus
Chlorophorus quinquefasciatus är en skalbaggsart som först beskrevs av François Louis Nompar de Caumont de Laporte och Hippolyte Louis Gory 1841.  Chlorophorus quinquefasciatus ingår i släktet Chlorophorus och familjen långhorningar. Inga underarter finns listade i Catalogue of Life.

## Bildgalleri

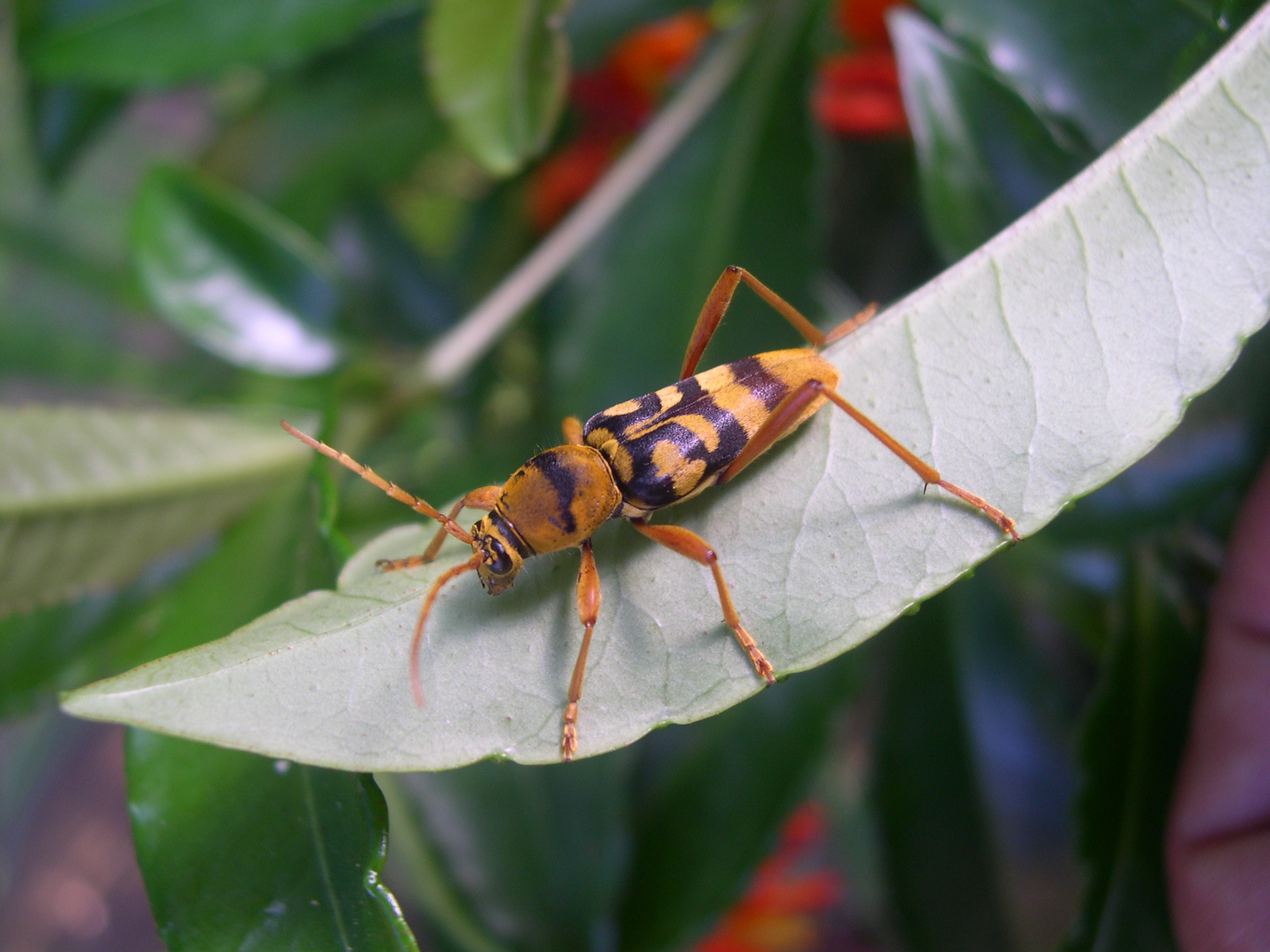
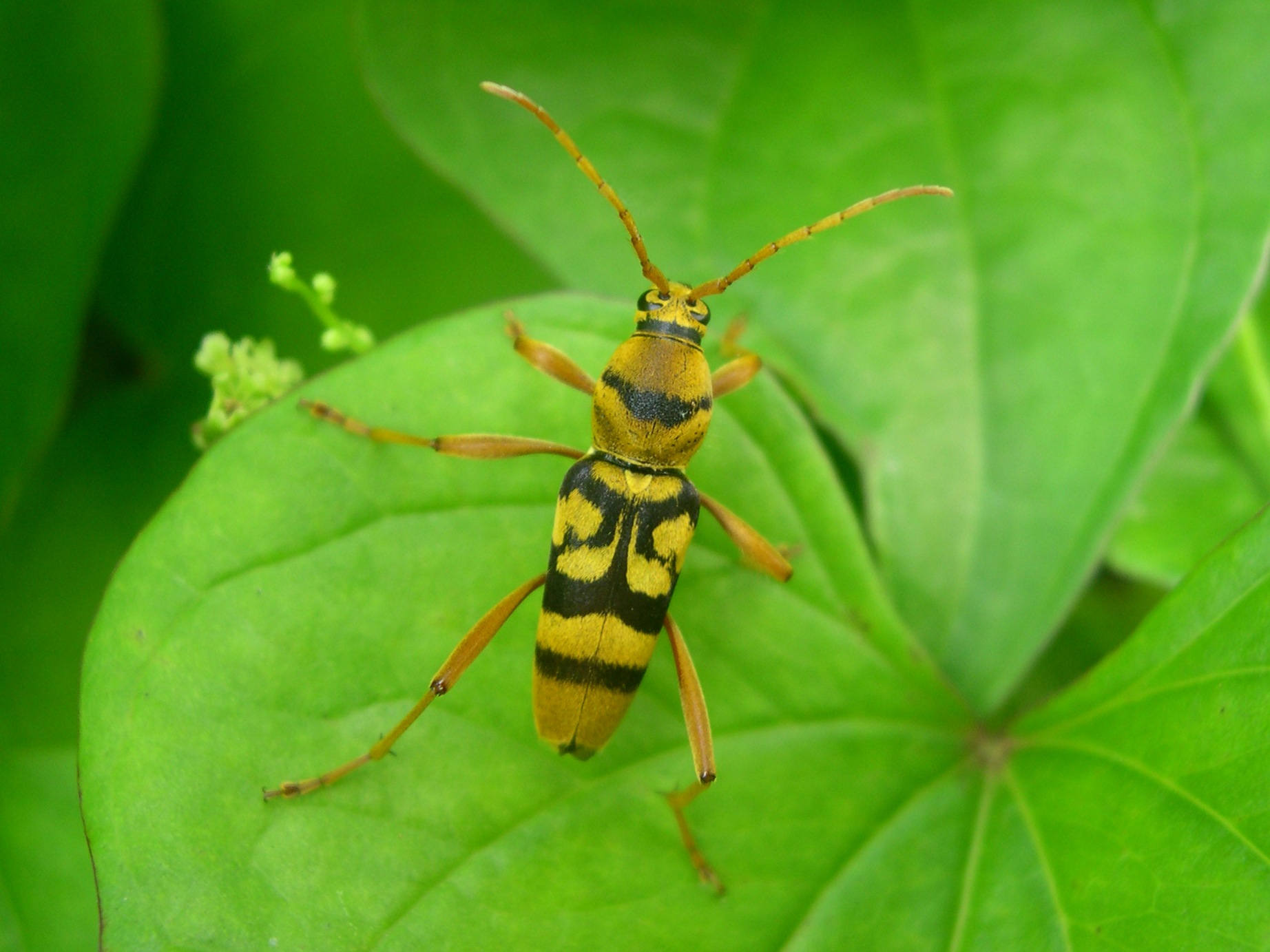
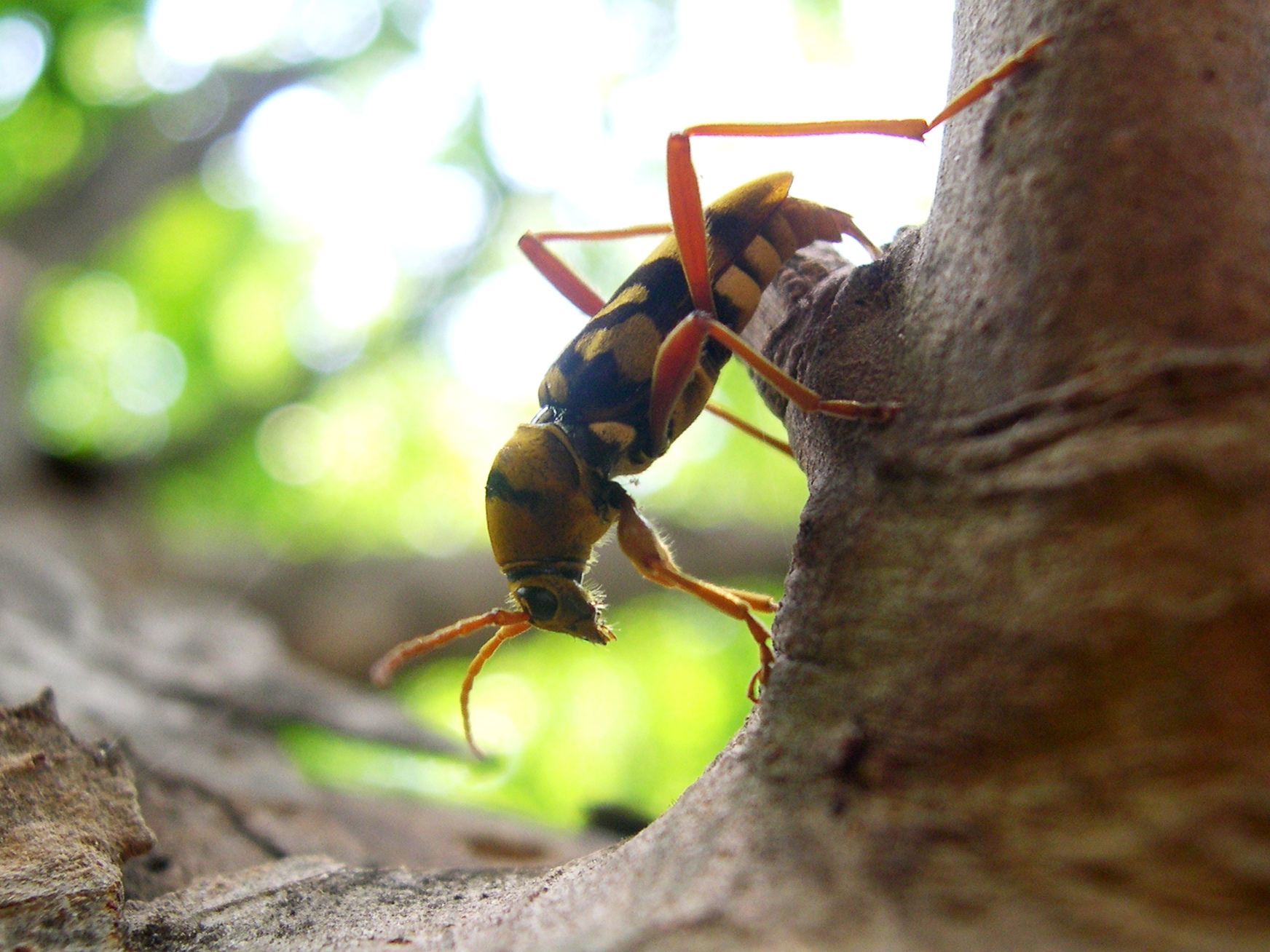